# أرام أيرابيتيان
أرام أيرابيتيان (الروسية: Айрапетян, Арам Юрьевич) (22 نوفمبر 1986 - ) هو لاعب كرة قدم روسي في مركز حراسة المرمى. شارك مع منتخب أرمينيا لكرة القدم. أما مع النوادي، فقد لعب مع أرارات يريفان ونادي بانانتس وFC Smena Komsomolsk-na-Amure ‏ وFC Kuzbass Kemerovo ‏ وFC Sochi-04 ‏.

## روابط خارجية
- أرام أيرابيتيان على موقع الاتحاد الأوربي (الإنجليزية)
- أرام أيرابيتيان على موقع قاعدة بيانات كرة القدم.إي يو (الإنجليزية)
- أرام أيرابيتيان على موقع ناشيونال فوتبول تيمز (الإنجليزية)
- أرام أيرابيتيان على موقع Soccerway.com (الإنجليزية)